# 高知県医師会
一般社団法人高知県医師会（いっぱんしゃだんほうじんこうちけんいしかい 英称 Kouchi  Medical Association）は、高知県の医師を会員とする法人。

## 本部所在地
- 〒780-0850 高知市丸ノ内1-7-45 総合あんしんセンター4階 ※同センター2階には高知県歯科医師会がある。

## 郡市医師会・大学内医師会
- 高知市医師会 
  - 所在地-〒780-0850 高知市丸ノ内１丁目7-45　総合あんしんセンター4階
- 安芸郡医師会
  - 所在地-〒784-0022 安芸市庄之芝町1-46
- 香美郡医師会
  - 所在地-〒781-5232 香南市野市町西野534-1 のいちふれあいセンター
- 土佐長岡郡医師会
  - 所在地-〒783-0004 南国市大埇甲320 南国市保健福祉センター2階
- 吾川郡医師会
  - 所在地-〒781-2110 吾川郡いの町1400 すこやかセンター伊野内
- 高岡郡医師会
  - 所在地-〒785-0011 須崎市東糺町5-10
- 幡多医師会
  - 所在地-〒787-0015 四万十市右山字明治383-8
- 高知大学医学部医師会
  - 所在地-〒783-0043 南国市岡豊町小蓮

## 教育機関
- 高知県医師会看護専門学校
  - 所在地-高知市長浜6193番地
  - ウェブサイト-高知県医師会看護専門学校

- 高知県医師会准看護学院
  - 所在地-高知市丸ノ内1丁目7番45号 総合あんしんセンター3階
  - 沿革
    - 1952年(昭和27年)9月-高知県医師会准看護婦養成所として、高知市本町125番地、医師会館内に開設。
    - 1954年(昭和29年)3月-各種学校許可。
    - 1967年(昭和42年)6月-高知市鷹匠町2丁目へ医師会館移転に伴い、養成所を新築。
    - 1979年(昭和54年)4月-名称を高知県医師会准看護学院に変更。
    - 2010年(平成22年)3月-高知県医師会移転に伴い、総合あんしんセンター3階に移転し、業務を開始。

  - ウェブサイト-高知県医師会准看護学院